# The Cop, the Criminal and the Clown
The Cop, the Criminal and the Clown (Originaltitel: C’est pas moi … c’est l’autre!) ist eine turbulente Verwechslungskomödie, gedreht im Jahr 2004 in Québec, Kanada. Regie führte Alain Zaloum. In der Hauptrolle des tollpatschigen Kleinkriminellen in Nöten ist Roy Dupuis zu sehen.

## Handlung
Der ungeschickte, kleine Gauner Vincent stiehlt bei einem Einbruch ein Gemälde und verkauft es um einen Spottpreis auf einem Flohmarkt. Wie sich bald herausstellt, gehört es Carlotta, der Anführerin der Mafia in Marseille, und im Rahmen sind 250.000 US-Dollar versteckt. Natürlich will sie es wieder haben und schreckt dabei auch vor Gewaltanwendung nicht zurück. Auf der Flucht vor Carlotta und ihrem Gefolgsmann Marius verändert Vincent sein Aussehen radikal, indem er seine langen Haare und den Bart schneidet. Er wird irrtümlich von Polizisten für ihren Kollegen Claude gehalten, der im Urlaub ist und ihm verblüffend ähnelt. Mit der Kollegin Lucie an seiner Seite, der er rasch näher kommt, beginnt Vincent als Polizist Claude zu arbeiten. Gerade als der richtige Claude aus Kuba zurückkehrt, wird Vincent entlarvt. Vincent und sein Freund Dieudonné bringen schließlich in vielen überraschenden Wendungen Carlotta und ihren Gefolgsmann zur Strecke. Vincent überführt auch den korrupten Inspektor Green, wofür er selber begnadigt wird. Als Happy End finden Claude und Vincent anhand eines alten Fotos heraus, dass sie Zwillings-Brüder sind, die als Kleinkinder getrennt wurden.

## Kritiken
Leslie Katz beschrieb die Komödie am 6. April 2007 im San Francisco Examiner als amüsant und bezaubernd („fun, charming“). Sie meinte, alle Darsteller hätten viel Spaß („all of the actors seem to be having a ball“). Besonders lobte sie den bewundernswerten Hauptdarsteller („Dupuis is particularly adorable“).

## Hintergrundinformationen
Den Film gibt es in Kanada seit Januar 2006 auf DVD zu kaufen. Er ist auf Französisch ohne Untertitel und ohne Extras.
Die Lauflänge beträgt ca. 92 Minuten.
Es ist das Neuverfilmung einer französischen Komödie von 1962 mit dem gleichen Titel.
Es ist eine Koproduktion zwischen Kanada, Frankreich und Großbritannien.
Ein Teil der Komik beruht auf den Missverständnissen auf Grund der sprachlichen Unterschiede zwischen dem Quebecer Französisch und dem in Frankreich.
Das Budget betrug ungefähr 5 Millionen kanadische Dollar. Im kanadischen Kino, in Québec, startete der Film am 24. Dezember 2004. Das Einspielergebnis in Kanada betrug etwas über 676.000 kanadische Dollar.
Es gab nur 25 Drehtage. Der Drehort war Montréal.

### Filmtitel
Die Komödie läuft im deutschsprachigen Raum unter den Titeln The Cop, the Criminal and the Clown, auf DVD als Vincent will das Geld und im Box-Set als The Way of Revenge – Beute der Vergeltung. Der französische Filmtitel bedeutet übersetzt etwa: „Ich war es nicht, der Andere war es!“ Der offizielle englische Titel ist It’s Not Me … It’s Him!